# Jason Kenney
Jason Kenney, né le 30 mai 1968 à Oakville (Ontario), est un homme politique canadien. Il est chef du Parti conservateur uni de 2018 à 2022 et premier ministre de l'Alberta du 30 avril 2019 au 11 octobre 2022.
Il est élu à la Chambre des communes du Canada comme député du Parti réformiste du Canada en 1997. Il devient un député du Parti conservateur du Canada après la fusion du Parti réformiste, rebaptisé l'Alliance canadienne avec le Parti progressiste-conservateur en 2003. Il occupe plusieurs postes dans le cabinet du premier ministre Stephen Harper dont ministre de la Citoyenneté et de l'Immigration de 2008 à 2013, ministre des Ressources humaines et du Développement social de 2013 à 2015, puis ministre de la Défense nationale de février 2015 jusqu'à la défaite du Parti conservateur aux élections fédérales canadiennes d'octobre suivant.
Il démissionne de la Chambre de communes en 2016 pour se présenter comme candidat à la chefferie de l'Association progressiste-conservatrice de l'Alberta. Élu vainqueur de l'élection, il réussit à fusionner l'Association progressiste-conservatrice avec le Parti Wildrose pour créer le Parti conservateur uni en 2017. Lors des élections générales albertaines de 2019, le Parti conservateur uni gagne une majorité de sièges et il devient premier ministre de l'Alberta. 
Pendant la pandémie de Covid-19 au Canada, des membres de son parti critiquent régulièrement ses décisions. À la mi-mai 2022, à la suite d'un vote de confiance de son parti, il démissionne comme chef du Parti conservateur uni, avant d'abandonner son poste de premier ministre en octobre de la même année.

## Biographie

### Carrière fédérale
Kenney est membre du Parti libéral de la Saskatchewan jusqu'en 1997, puis du Parti réformiste du Canada entre 1997 et 2000. Il rejoint l'Alliance canadienne entre 2000 et 2003 et est étiqueté conservateur depuis cette date. Député à la Chambre des communes du Canada, représentant les circonscriptions de Calgary-Sud-Est puis de Calgary Midnapore (Alberta) entre 1997 et 2015.
Il est élu à la Chambre des communes pour la première fois lors de l'élection de 1997, sous la bannière du Parti réformiste du Canada. Il est ensuite réélu lors de l'élection de 2000 sous la bannière de l'Alliance canadienne, le parti qui a succédé au Parti réformiste, et enfin sous la bannière du Parti conservateur aux élections de 2004, 2006, 2008, 2011 et 2015.
Il intègre le cabinet du premier ministre Stephen Harper en tant que ministre de la Citoyenneté et de l'Immigration, en fonction du 30 octobre 2008 au 15 juillet 2013. Il devient à cette date ministre des Ressources humaines et du Développement social et acquiert le portefeuille de ministre de la Citoyenneté et de l'Immigration le 16 août 2013. Il quitte ses deux fonctions aux Ressources humaines pour devenir ministre de la Défense nationale le 9 février 2015 tout en conservant le poste de la Citoyenneté.
Lors de la guerre du Donbass, le gouvernement canadien envoie des troupes sous l'impulsion de Kenney pour entraîner l'armée ukrainienne mais refuse de former le régiment Azov à cause des sympathies de ce dernier envers le néonazisme. Jason Kenney précise alors que le Canada ne doit « pas permettre qu'un petit nombre de pommes pourries dans un bataillon définisse la nouvelle Ukraine ».
Lors des élections générales d'octobre 2015, son parti perd le pouvoir et il se retrouve dans l'opposition. Un an plus tard, le 23 septembre 2016, il quitte la scène fédérale pour se consacrer à défaire le gouvernement néo-démocrate en Alberta.

### Carrière provinciale
Il annonce en juillet 2016 sa candidature au poste de chef de l'Association progressiste-conservatrice de l'Alberta, dans le cadre de la course à la chefferie prévue pour 2017. Il est élu chef des progressistes-conservateurs albertains le 18 mars 2017 avec plus de 75 % des voix. Il défend alors la fusion avec le Parti Wildrose, autre parti conservateur d'Alberta, critiquant la division des votes de droite ayant permis au NPD de prendre le contrôle de la province. La fusion est opérée le 24 juillet à plus de 95 % et le Parti conservateur uni est créé. Kenney annonce alors sa candidature à la chefferie du nouveau parti. Le 28 octobre, il  se lance dans cette nouvelle course à la chefferie et est largement élu (61,1 %) le 28 octobre, devançant Brian Jean, ancien leader du Wildrose (31,5 %), et Doug Schweitze (7,3 %).
Quelques jours plus tard, Dave Rodney (en), député sortant de Calgary-Lougheed, annonce sa démission afin de permettre à Kenney de se présenter et d'obtenir un siège à la chambre avant les élections générales de 2019. La partielle a lieu de 14 décembre 2017 et il est largement élu, avec plus de 71 % des suffrages.

### Premier ministre de l'Alberta
À la suite de sa victoire et de celle de sa formation lors des élections générales albertaines du 16 avril 2019, il est assermenté premier ministre de l'Alberta le 30 avril.
Jugeant sa province lésée par le système de péréquation, il menace de déclencher un référendum pour le 17 octobre 2021 si ce système n'est pas renégocié. François Legault, premier ministre du Québec, refuse toute renégociation de ce système lors du congrès de la Commission de la relève de la Coalition avenir Québec, jugeant que ce dernier constitue « un droit ».
En conflit avec les associations écologistes, Kenney crée une « cellule de guerre » disposant d’un budget de 30 millions de dollars canadiens pour « répondre aux mensonges et à la désinformation qui circulent sur l’énergie albertaine. Nous contesterons chaque affirmation à l’aide de faits et de preuves ».
Considéré comme un proche des compagnies pétrolières, il donne son soutien à la construction de l'oléoduc Keystone XL par l'entreprise TC Énergie, auquel il octroie 7,5 milliards de dollars canadiens de fonds publics. Il profite par ailleurs de l'état d'urgence sanitaire provoqué par la pandémie de Covid-19 en 2020 pour exempter les compagnies pétrolières de leur obligation de déposer périodiquement des rapports environnementaux. D'après l’économiste Éric Pineault, « c’est une décision plus politique qu’économique. TC Energy prend très peu de risques. Pour moi, le gouvernement de l’Alberta essaie d’envoyer un signal au gouvernement fédéral : “Le secteur a de l’avenir, il y a des investissements, soutenez-nous.” »
Vers la fin juin 2021, il annonce la levée à partir du 1er juillet de toutes les restrictions sanitaires imposées à cause de la pandémie de Covid-19 dans la province de l'Alberta. Cette levée, basée sur une perception trop optimiste de la situation sanitaire en Alberta, mène toutefois le système hospitalier albertain au bord de l'effondrement à cause de la présence du variant Delta. Pour cette raison, Kenney instaure « l’état d’urgence sanitaire » dès le 15 septembre. Toutes les chirurgies jugées non urgentes sont reportées à une date indéterminée. Selon Verna Yiu, directrice générale du réseau de santé albertain, la province vivrait sa « la pire crise dans l’histoire de son système de santé ». À la fin septembre 2021, devant les critiques dont il fait l'objet en lien avec la gestion de la pandémie de Covid-19 dans la province, il annonce vouloir tenir un vote de confiance en avril 2022. À la fin décembre 2021, il « demande une nouvelle fois aux Albertains de réduire leurs interactions et de reconsidérer sérieusement leurs plans pour la nouvelle année ».
Le 19 mai 2022, à la suite d'un vote de confiance de son parti légèrement en sa faveur (51,4 %), il annonce sa démission en tant que chef du parti conservateur. Il déclare assurer les tâches de ce poste tant qu'un nouveau ne sera pas élu. « Il n’a pas précisé quand il quittera son poste de premier ministre. »
Le 6 octobre 2022, Danielle Smith est élue cheffe du Parti conservateur uni et succède à Kenney comme première ministre le 11 octobre. Kenney quitte son poste de député le 29 novembre 2022 lors de l'ouverture de la nouvelle session parlementaire où la lieutenante-gouverneure, Salma Lakhani, lit le discours du Trône reprenant les priorités du gouvernement de la nouvelle première ministre Danielle Smith.